# Affouillement

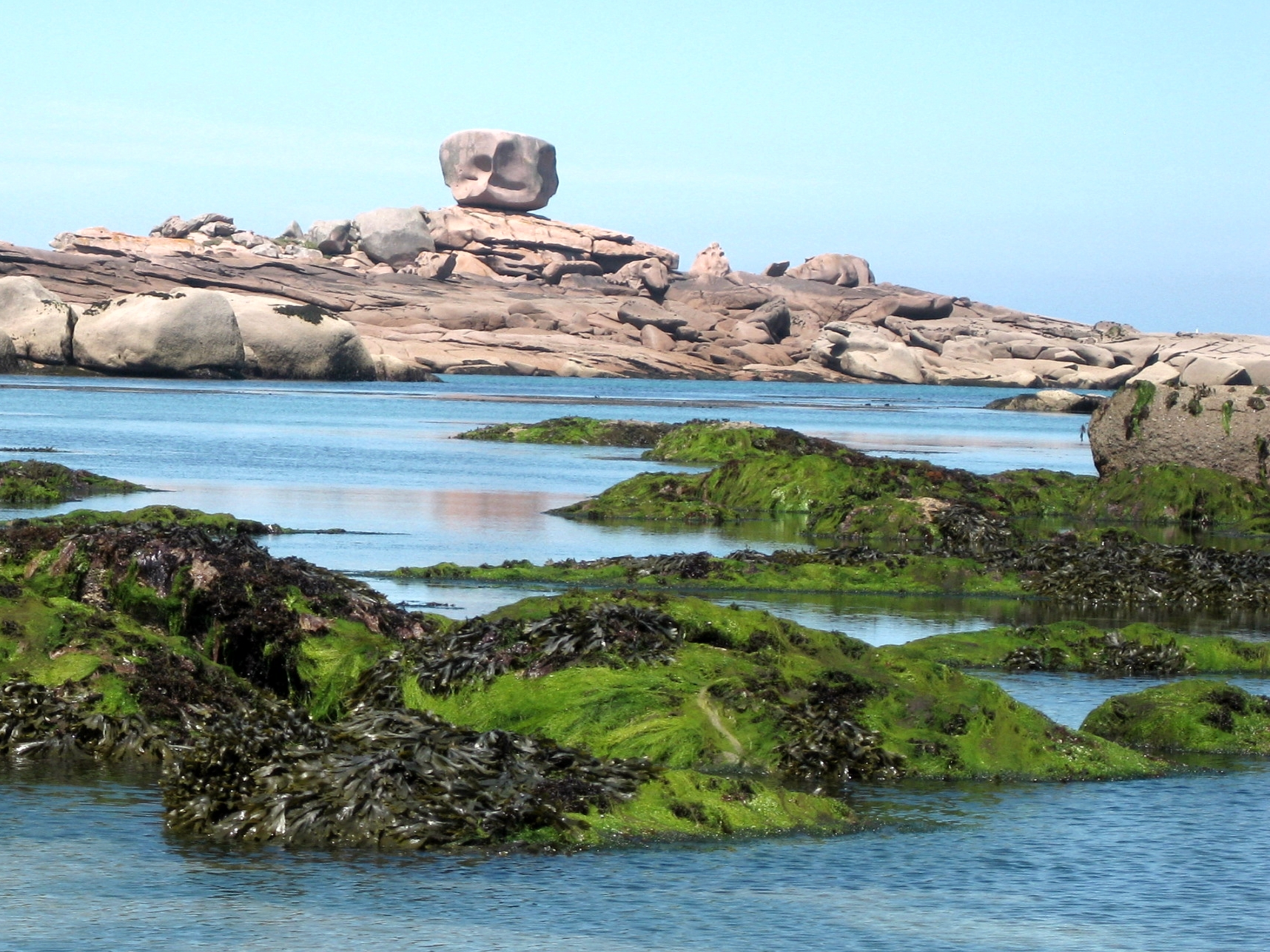
« Le Dé » de l'île Renote présente des cavités d'affouillement à sa base.

Animation représentant l'affouillement dû au courant sur une semelle d’une pile de pont immergée.

L'affouillement (dérivé de fouiller) désigne un type d'érosion par la base provoquée par le courant d'un cours d'eau, la mer, mais aussi par le sable et le vent, créant un vortex.

## Types d'affouillements

### Au fond d'un cours d'eau

Schéma d'un affouillement dans le lit d'un cours d'eau.

L'affouillement est un type d'érosion qui se produit dans le lit d'un cours d'eau et se traduit par un approfondissement local au niveau de la berge ou dans le lit mineur. L'affouillement est généré par une augmentation locale du transport solide du cours d'eau par exemple à l'aval d'un seuil ou à cause de la présence de roches modifiant les vitesses d'écoulement. Pour limiter l'affouillement, des bassins de dissipation d'énergie sont généralement créés en aval des seuils ou chutes d'eau. Les tourbillons et turbulences créent des dépressions en forme de cône ou d'entonnoir. 
Dans les méandres des rivières le courant provoque un affouillement des pieds de berge sur le bord extérieur des méandres. 
L'affouillement se produit également dans les zones de côtes rocheuses ainsi que lors de la fonte des glaciers (voir moulin de glacier et marmite du diable),. On peut observer un affouillement en posant son pied sur le sable quand la vague reflue : le sable est plus rapidement évacué en aval du pied, créant un trou.

### Constructions sous-marines
Le courant provoque l'affouillement des piliers et des fondations sous-marines des ponts enjambant les rivières ou les détroits, ou des structures offshores telles que les éoliennes. En particulier dans les eaux côtières peu profondes, les marées entraînent des phénomènes d'affouillement. 
Les bateaux échoués provoquent souvent dans un temps très court un affouillement, qui conduit à la rupture et donc à la perte totale du bâtiment avant que les opérations de sauvetage puissent être initiées.

### Affouillement d'un sol ou d'un remblai
Érosion et affaissement d'un sol après sa saturation préalable. 